# MGM–5 Corporal
Az MGM–5 Corporal folyékony hajtóanyagú, nukleáris robbanófejjel felszerelt amerikai harcászati ballisztikus rakéta. Az első nukleáris robbanófejjel felszerelt irányított ballisztikus rakéta volt. Az Egyesült Államok Fegyveres Erőinek szárazföldi hadereje, az Egyesült Államok Hadserege fejlesztette ki a Jet Propulsion Laboratory-val együttműködésben. Kezdetben a Douglas Aircraft Company gyártotta, később a rakétatestet a Firestone Tire and Rubber Company, az irányítórendszerét a Gilifillan Brothers gyártotta. 
1955-ben rendszeresítették az Egyesült Államok Hadseregénél (US Army) és 1964-ig állt szolgálatban az US Army Európában állomásozó alakulatainál. Maximális hatótávolsága 130 km volt. A nukleáris harci rész mellett hagyományos és vegyi robbanófejjel is felszerelhető volt. Az 1960-as évek elejétől a szilárd hajtóanyagú MGM–29 Sergant ballisztikus rakéta váltotta fel. 1957–1966 között a Brit Hadsereg két tüzérezredénél is szolgálatban állt.